# Jaramataia
Jaramataia är en kommun i Brasilien.   Den ligger i delstaten Alagoas, i den östra delen av landet, 1 400 km nordost om huvudstaden Brasília. Antalet invånare är 5 562.
Omgivningarna runt Jaramataia är huvudsakligen savann. Runt Jaramataia är det ganska glesbefolkat, med 34 invånare per kvadratkilometer.